# Achryson uniforme
Achryson uniforme är en skalbaggsart som beskrevs av Martins och Monné 1975. Achryson uniforme ingår i släktet Achryson och familjen långhorningar. Inga underarter finns listade i Catalogue of Life.